# Armand Rakotozafy
Armand Rakotozafy (1932 - 2009) fue un botánico francés, que realizó extensas expediciones botánicas a Madagascar, y con énfasis en el hinterland de Antananarivo. Y fue un importante curador del herbario de Tsimbazaza, en esa capital. Por años se desempeñó como director del "Institut Malgache de Recherches Appliquées". También es especialista de los efectos terapéuticos de las plantas de Madagascar.

## Algunas publicaciones

### Libros
- laurence j. Dorr, lisa c. Barnett, armand Rakotozafy. 1989. Madagascar. Editor New York Botanical Garden, 250 pp.

- a. Marin-Laflèche, g Dandoy, armand Rakotozafy. 1973. Note sur le choix des terrains réservés au tavy dans le terroir de Vohibary (région Ouest de Vavatenina, Côte Est). Ed. ORSTOM

## Honores

### Epónimos
- (Ericaceae) Erica rakotozafyana Dorr & E.G.H.Oliv.[3]

- (Apocynaceae) Ceropegia armandii Rauh[4]

- (Icacinaceae) Pyrenacantha rakotozafyi Labat, El-Achkar & R.Rabev.[5]

- (Meliaceae) Malleastrum rakotozafyi Cheek[6]

- (Monimiaceae) Tambourissa rakotozafyi Lorence & Jérémie[7]

- (Ptaeroxylaceae) Cedrelopsis rakotozafyi Cheek & Lescot[8]

- La abreviatura «Rakot.» se emplea para indicar a Armand Rakotozafy como autoridad en la descripción y clasificación científica de los vegetales.[9]